# 奥尔扎伊
奥尔扎伊（義大利語：Olzai），是意大利撒丁大区努奥罗省的一个市镇。总面积69.85平方公里，人口943人，人口密度13.5人/平方公里（2009年）。ISTAT代码为091057。